# STARDOM
STARDOM — это система, позиционируемая как Система Управления на Сетевой основе (Networked-based Control System (NCS)). Производится японской компанией Yokogawa. По своей функциональности она занимает промежуточное положение между PLC/SCADA системами и DCS системами.

## Модели
Линейка контроллеров STARDOM представлена тремя моделями: FCN, FCJ и FCN-RTU. Это интеллектуальные контроллеры, имеющие память с кодом коррекции ошибок (ECC) и широкие возможности самодиагностики (RAS). Контроллеры могут осуществлять как регулирование (напр. ПИД), так и последовательное управление. Поддерживается пять языков программирования стандарта МЭК 61131-3.
Контроллеры могут работать как в составе SCADA-систем производства компании Yokogawa(FAST/TOOLS, VDS), которые имеют соответствующие встроенные драйверы контроллеров STARDOM, так и с любыми SCADA-системами сторонних производителей посредством OPC-сервера STARDOM. Поддерживаются протоколы FOUNDATION Fieldbus,
HART, Modbus, PROFIBUS-DP, CANopen, DNP3.
FCN
FCN (Field Control Node/Полевой Узел Управления) — это модульный контроллер, который поддерживает разнообразные модули в/в, имеет возможности расширения системы и может быть построен как система с резервированным питанием, процессором и сетью управления.
FCJ
FCJ (Field Control Junction/Полевой Блок Управления) — это контроллер «все-в-одном», с фиксированным набором модулей в/в. Предназначен как для автономной установки в рабочих зонах, так и для использования в распределенных системах. Поддерживает резервированную сеть управления.
FCN-RTU 
FCN-RTU — это автономный контроллер, обеспечивающий управление географически распределенными объектами, где требуется низкое энергопотребление и работа в неблагоприятных условиях.

## Сравнительные характеристики контроллеров
|                                         | FCN | FCN-RTU                                                                     | FCJ                                                            |
| --------------------------------------- | --- | --------------------------------------------------------------------------- | -------------------------------------------------------------- |
| Условия эксплуатации                    | Температура. : от 0 до 55 °C Высота над уровнем моря: до 2000м | Температура. : от −40 до + 70 °C Высота над уровнем моря: до 3000м          | Температура. : от 0 до 60 °C Высота над уровнем моря: до 2000м |
| Процессор и память                      | MMX-Pentium 166MHz 128MB SDRAM с ECC, 1MB SRAM с ECC Compact Flash: 128 или 512MB | SH4A-256MHz 128MB SDRAM с ECC, 1MB SRAM с ECC, флеш-память 128MB встроенная | Такие же, как у FCN                                            |
| Встроенный в ЦПУ ввод-вывод             | Нет | 12AI(1-5V),1AI (0-32V),2PI, 2AO(4-20mA), 16DI, 8DO                          | 6AI(1-5V), 2AO(4-20mA), 16DI, 16DO (FF Опционально)            |
| Встроенные в ЦПУ коммуникационные порты | 2 Ethernet порта 1 RS-232 порт | 1 Ethernet порт, 3 RS-232 порта 1 RS-422/RS-485 порт                        | 2 Ethernet порта, 2 RS-232 порта                               |
| Энергопотребление                       | Зависит от конфигурации | 1.6-2.9 Вт                                                                  | 19.2 Вт                                                        |
| Дополнительные модули ввода-вывода      | Базовый модуль с одним ЦПУ : 8 модулей I/O Базовый модуль с резервированным ЦПУ: 6 модулей I/O Базовый модуль с одним ЦПУ+2 корзины расширения:25 модулей I/O Базовый модуль с резервированнымм ЦПУ+2 корзины расширения:20 модулей I/O | 3 (Общие модули для FCN и FCN-RTU)                                          | Нет                                                            |
| Модули расширения                       | Базовый модуль +2 корзины расширения | Нет                                                                         | Нет                                                            |
| Резервирование                          | ЦПУ, Блок питания, LAN, SB-шина | Нет                                                                         | LAN                                                            |

## Модули ввода-вывода, применяемые в контроллерах STARDOM
| Модуль  | Описание |
| ------- | --- |
| NFAI135 | Модуль аналогового входа (4-20 мА, 8 изолированных каналов) |
| NFAP135 | Модуль импульсного входа (8 изолированных каналов, счетчик импульсов, от 0 до 10 кГц) |
| NFAI141 | Модуль аналогового входа (4-20 мА, 16 неизолированных каналов) |
| NFAV141 | Модуль аналогового входа (от 1 до 5 В, 16 неизолированных каналов) |
| NFAV142 | Модуль аналогового входа (от −10 до +10 В, 16 неизолированных каналов) |
| NFAT141 | Модуль входа термопар/сигнала мВ (16 изолированных каналов) |
| NFAl143 | Модуль аналогового входа (4-20 мА, 16 изолированных каналов) |
| NFAV144 | Модуль аналогового входа (от −10 до +10 В, 16 изолированных каналов) |
| NFAR181 | Модуль входа датчиков термосопротивления (12 изолированных каналов) |
| NFAI835 | Модуль аналогового В/В (4-20 мА, 4 входных/4 выходных изолированных канала) |
| NFAI841 | Модуль аналогового В/В (4-20 мА, 8 входных/8 выходных неизолированных каналов) |
| NFAB841 | Модуль аналогового В/В (от 1 до 5 В, 8 входных/8 выходных неизолированных каналов) |
| NFAV542 | Модуль аналогового выхода (от −10 до +10 В, 16 неизолированных каналов) |
| NFAI543 | Модуль аналогового выхода (4-20 мА, 16 изолированных каналов) |
| NFAV544 | Модуль аналогового выхода (от −10 до +10 В, 16 изолированных каналов) |
| NFDV151 | Модуль дискретного входа (32 изолированных канала, 24 В пост. тока) |
| NFDV141 | Модуль дискретного входа (16 изолированных каналов, 100—120 В перем. тока) |
| NFDV142 | Модуль дискретного входа (16 изолированных каналов, 200—240 В перем. тока) |
| NFDV157 | Модуль дискретного входа (32 изолированных канала, 24 В пост. тока, только для зажимных клемм) |
| NFDV161 | Модуль дискретного входа (64 изолированных канала, 24 В пост. тока) |
| NFDV551 | Модуль дискретного выхода (32 изолированных канала, 24 В пост. тока) |
| NFDR541 | Модуль релейного выхода (16 изолированных каналов, 24 В пост. тока / от 100 до 240 В переменного тока) |
| NFDV557 | Модуль дискретного выхода (32 изолированных канала, 24 В пост. тока, только для зажимных клемм) |
| NFDV561 | Модуль дискретного выхода (64 изолированных канала, 24 В пост. тока) |
| NFDV532 | Модуль широтно-импульсного выхода (4 изолированных канала: фронт/спад импульса, 24 В пост. тока) |
| NFLF111 | Модуль шины Foundation Fieldbus (4 порта, 31.25 Кбит/с) |
| NFLR111 | Модуль связи RS-232-C (2 порта, от 300 бит/с до 115,2 Кбит/с) |
| NFLR121 | Модуль связи RS-422/RS-485 (2 порта, от 300 бит/с до 115,2 Кбит/с) |
| NFLC121 | Модуль шины CANopen (1 порт, от 10 Кбит/с до 1 Мбит/с) |
| NFLP121 | Модуль шины PROFIBUS-DP (1 порт, от 9.6 Кбит/с до 12000 Кбит/с) |
| NFGS813 | Сервомодуль. AI: 4 изолированных канала 1-5 В или LVDT. AO: 2 изолированных канала ±25 мA / ±50 мA Выбирается (независимо) DI: 2 изолированных канала, 24 В пост. тока                                       |
| NFGP813 | Быстродействующий модуль защиты. AI: 6 изолированных каналов 1-5 В PI: 4 изолированных канала импульсного входа (от 50 Гц до 25 кГц) DI: 8 изолированных каналов 24 В пост. тока DO: 8 изолированных каналов |

Неисправные модули могут быть заменены без остановки технологического оборудования («горячая замена»).

## Автономные функции контроллеров
Контроллеры обладают перечнем автономных функций, которые позволяют расширить «стандартные» возможности ПЛК.
В частности, с помощью пакета InfoWell, работающего на контроллерах FCN/FCJ/FCN-RTU, предоставляются функции передачи информации по протоколам Web или по электронной почте, используя только возможности контроллеров STARDOM и не требуя установки ПО SCADA.
Этот пакет позволяет осуществлять на автономном контроллере FCN/FCJ/FCN-RTU мониторинг и эксплуатацию оборудования, для которого не требуется непрерывный мониторинг с помощью ПО SCADA.
Автономные функции контроллеров Stardom представлены в следующей таблице.
| Функция                                | Описание |
| -------------------------------------- | --- |
| Функция Web-сервера                    | FCN/FCJ играет роль Web-сервера для передачи данных на ПК общего назначения, находящиеся в сети.                           |
| Функция передачи по e-mail             | FCN/FCJ посылает сообщения e-mail с информацией о сигнализациях и другими важными данными на портативные терминалы и т. д. |
| Функция приема e-mail                  | FCN/FCJ отвечает на запросы о результатах диагностики и т. д. в соответствии с содержанием запросов, полученных по e-mail. |
| Функция FTP                            | FCN/FCJ передает файлы данных между внешними системами                                                                     |
| Функция синхронизации времени (сервер) | FCN/FCJ передает значение времени клиенту, выполняя роль SNTP-сервера.                                                     |
| Функция синхронизации времени (клиент) | FCN/FCJ выполняет синхронизацию времени с SNTP-сервером.                                                                   |

Контроллеры позволяют вносить изменение в управляющую логику в режиме онлайн, без прерывания функций управления тех. процессом (Online Download)
Для увеличения эффективности разработки прикладного ПО может применяться эмулятор контроллера STARDOM, который устанавливается на ПК и позволят производить отладку разрабатываемых приложений без необходимости подключения контроллера.